# 27712 Coudray
27712 Coudray (1988 VR7) là một tiểu hành tinh vành đai chính được phát hiện ngày 3 tháng 11 năm 1988 bởi F. Borngen ở Tautenburg. Nó được đặt theo tên the 19th century German architect Clemens Wenzeslaus Coudray.